# Bahnhof Hakubutsukan-Dōbutsuen

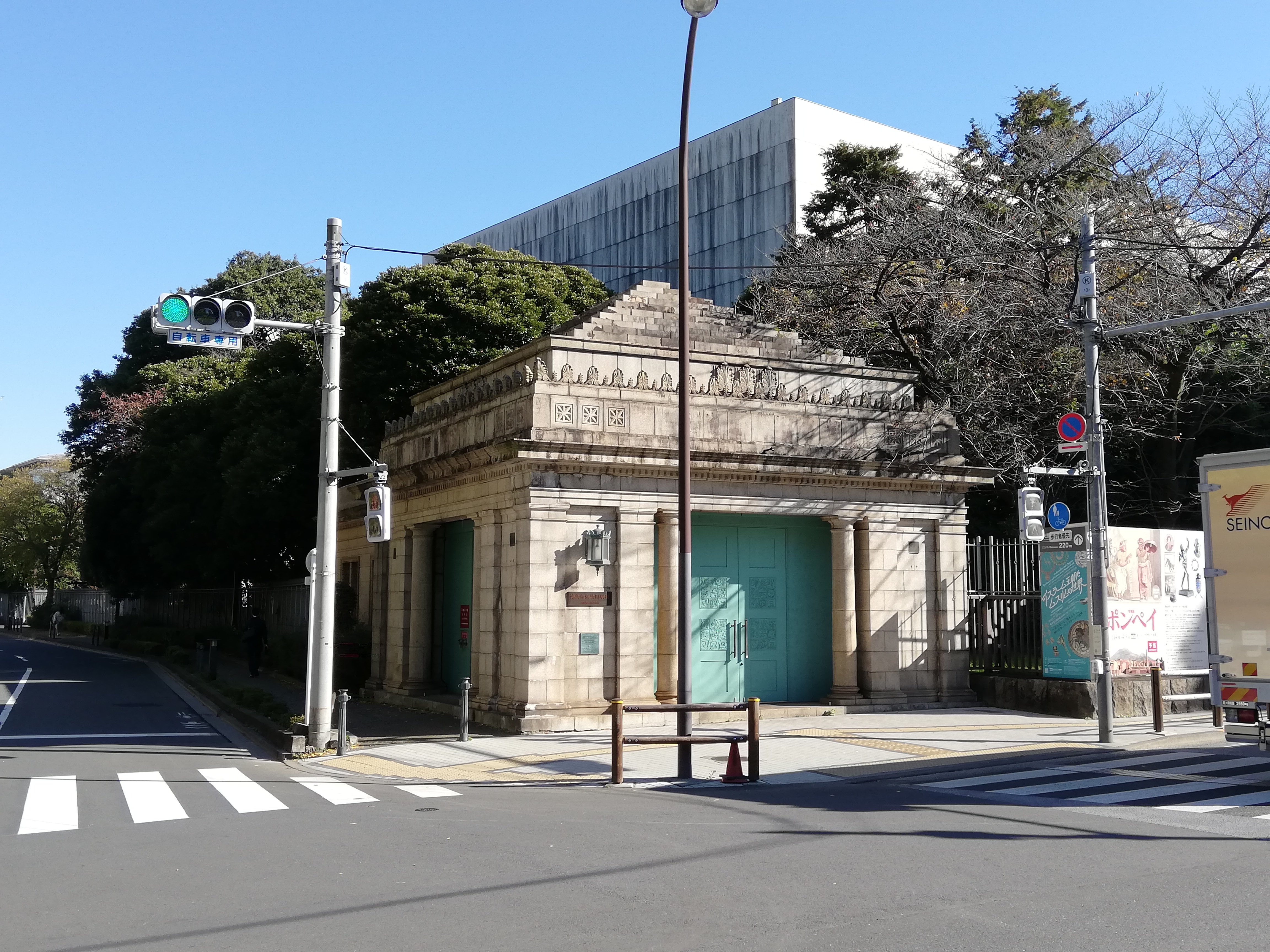
Zugangsgebäude

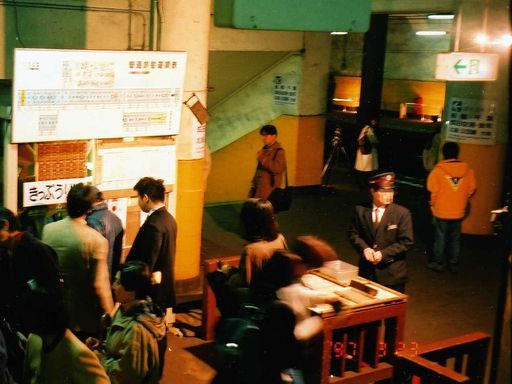
Fahrkartenschalter und Bahnsteigzugang vor der Schließung

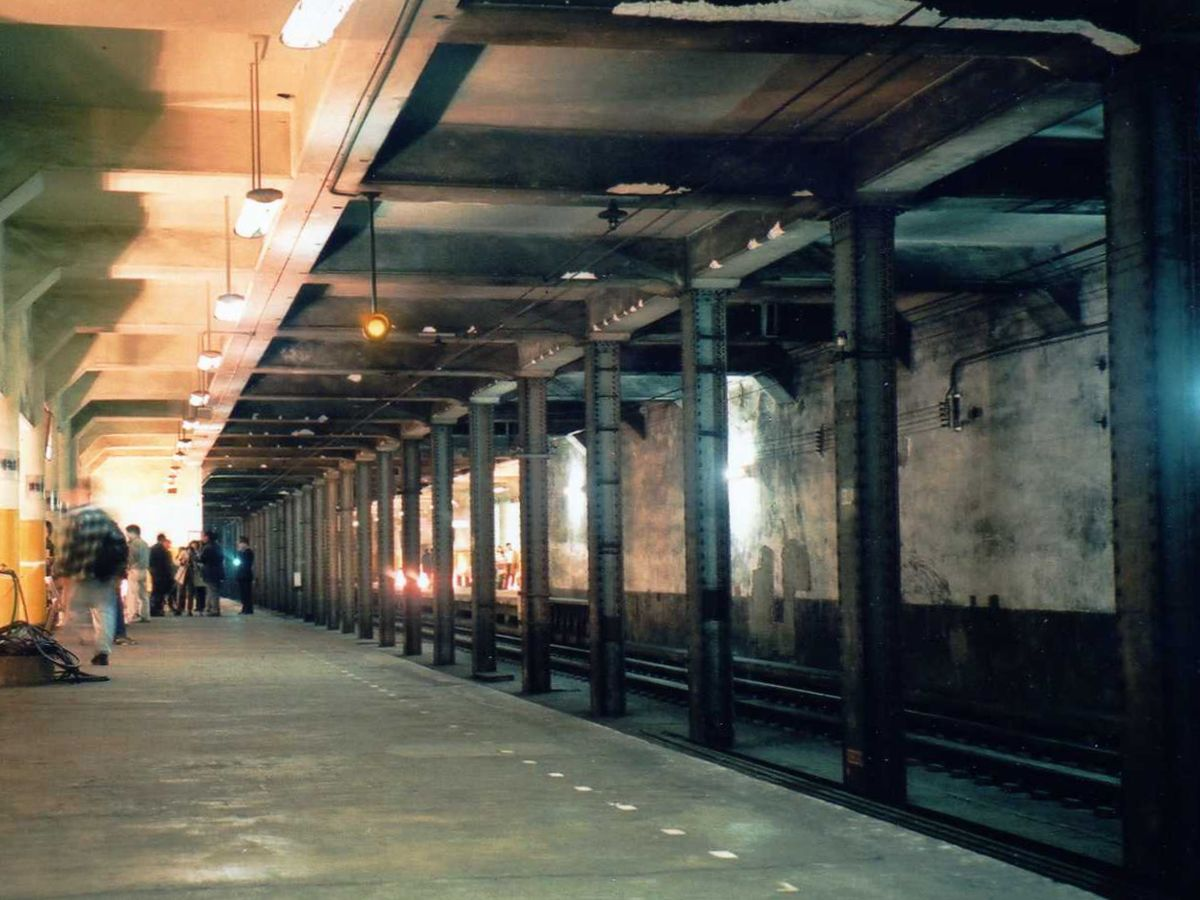
Ein Bahnsteig kurz vor der Schließung 1997

Der Bahnhof Hakubutsukan-Dōbutsuen (jap. 博物館動物園駅, Hakubutsukan-Dōbutsuen-eki, wörtlich „Bahnhof Museum-Zoologischer Garten“) ist ein Geisterbahnhof in Tokio. Er liegt in einem Tunnelabschnitt der Keisei-Hauptlinie zwischen den Bahnhöfen Ueno und Nippori, in der Nähe des Nationalmuseums und des Ueno-Zoos. Am selben Streckenabschnitt liegt mit Kan’eijisaka ein weiterer Geisterbahnhof.

## Geschichte
Die Bahngesellschaft Keisei Dentetsu eröffnete am 10. Dezember 1933 den westlichsten Abschnitt der Keisei-Hauptlinie zwischen Nippori und Keisei-Ueno. Am 10. Juni 1945 ordnete das Verkehrsministerium die Enteignung des Tunnels zwischen Nippori und Keisei-Ueno an, um darin während der Endphase des Pazifikkriegs Fahrzeuge der staatlichen Eisenbahn abzustellen und so vor den amerikanischen Luftangriffen in Sicherheit zu bringen. Einen Monat nach der Kapitulation Japans wurde der Bahnbetrieb im Tunnel am 1. Oktober 1945 wiederaufgenommen. Vom 16. Juni bis 16. Dezember 1976 war der Bahnhof erneut geschlossen, um im Tunnel umfangreiche Sanierungs- und Modernisierungsarbeiten durchführen zu können.
Ab 1981 setzte die Keisei Dentetsu auf der Strecke Nahverkehrszüge mit sechs Wagen ein (Schnellzüge mit zehn Wagen fuhren ohne Halt durch). Die Bahnsteige in Hakubutsukan-Dōbutsuen waren jedoch nicht verlängert worden, sodass der Bahnhof nur noch von wenigen Vier-Wagen-Zügen pro Tag bedient werden konnte. Dies wiederum hatte zu stark sinkende Fahrgastzahlen zur Folge. In den 1990er Jahren stiegen nur noch rund 200 Personen täglich ein. Wegen der relativ geringen Entfernung von 900 Metern zum nächstgelegenen Bahnhof Keisei-Ueno entschied sich die Bahngesellschaft gegen einen Ausbau der Bahnsteige und schloss den Bahnhof am 1. April 1997.

## Gegenwärtiger Zustand
Das inmitten des Ueno-Parks und nördlich des Kunstmuseums der Präfektur Tokio gelegene Eingangsgebäude ist ein Werk des Architekten Shunji Nakagawa. Es ist im klassizistischen Stil errichtet. Eine Gedenkplatte erinnert an den früheren Funktion des Gebäudes. Die beiden Seitenbahnsteige im Tunnel liegen versetzt zueinander und sind mit einer darunter befindlichen Passage miteinander verbunden. Entsprechend den Fahrzeugen, die zum Zeitpunkt der Inbetriebnahme zum Einsatz gelangten, sind sie auf Züge mit vier Fahrzeugen ausgelegt. Die Bahnsteige dienen heute als Notausgänge und sind schwach beleuchtet, weshalb sie aus den durchfahrenden Zügen gut zu erkennen sind. Bahnhofsschilder und sonstige Einrichtungen sind entfernt worden, ansonsten ist der Bahnhof noch in dem Zustand, in dem er sich zur Zeit der Schließung befand. Die Bahngesellschaft ließ das Eingangsgebäude renovieren und machte es im Herbst 2018 der Öffentlichkeit zugänglich; seither wird es als Ausstellungsraum für wechselnde kulturelle Projekte genutzt.